# Дети Ра
«Дети Ра» — международный литературно-художественный журнал, посвящённый современной поэзии. Основан в 2004 году в Саратове, издаётся в Москве. С 2006 года выходит ежемесячно, с 2020 года — 1 раз в 2 месяца.

## История
Журнал «Дети Ра» — толстый литературный журнал поэзии и прозы, издающийся с 2004 года (с 2011 года — под эгидой Союза писателей XXI века). В названии журнала обыгрывается имя древнеегипетского бога Солнца Ра (это интерпретируется как то, что поэты — дети Солнца), название Волги у античных авторов и аббревиатура «Русский Авангард».
Основной профиль журнала — поэзия регионов России и русских диаспор в других странах мира. Особенность журнала состоит в том, что в каждом номере публикуются тексты авторов из какого-либо одного региона России или русской поэтической диаспоры определённой страны.
На страницах журнала публиковались произведения Геннадия Айги, Владимира Алейникова, Льва Аннинского, Татьяны Бек, Сергея Бирюкова, Лео Бутнару, Дмитрия Быкова, Алины Витухновской, Анны Гедымин, Андрея Гусева, Александра Еременко, Тамары Жирмунской, Александра Карпенко, Константина Кедрова, Кирилла Ковальджи, Нины Красновой, Марины Кудимовой, Максима Лаврентьева, Любомира Левчева, Эдуарда Лимонова, Инны Лиснянской, Игоря Панина, Валерия Прокошина, Виктора Сосноры, Олега Хлебникова, нобелевских лауреатов Иосифа Бродского и Тумаса Транстрёмера и других известных писателей.

## Премия журнала «Дети Ра»
Редакция журнала ежегодно вручает премию журнала «Дети Ра» за лучшие публикации в области поэзии, прозы, критики. Лауреаты получают специальные дипломы.

## Книжная серия
В книжной серии «Библиотека журнала „Дети Ра“» вышло более 100 книг исключительно авторов журнала.

## Редакция
Главный редактор
- Главный редактор — член Союза писателей Москвы и русского ПЕН-центра Евгений Степанов.

Заместители главного редактора
- Первый заместитель главного редактора — поэтесса, драматург, член Союза писателей России Анна Романюк.
- Заместитель главного редактора — поэт, литературовед, член Союза писателей XXI века Владимир Коркунов.
- Заместитель главного редактора — поэт, литературный критик, эссеист Александр Карпенко.
- Заместитель главного редактора — поэт, литературный критик, член Союза литераторов России Юрий Милорава[7].